# Who's That Girl Tour
Who's That Girl Tour (1987) a fost primul turneu mondial al Madonnei. Acesta a inclus orașe din Japonia, America de Nord și Europa. La acea vreme, acesta stabilise douǎ recorduri: turneul cu cele mai mari încasǎri din toate timpurile, dar și cea mai rapidǎ vânzare de bilete (144.000 bilete în 18 ore și 9 minute).